# Летающий корабль-призрак
«Летающий корабль-призрак» (яп. 空飛ぶゆうれい船 Сора тобу ю:рэйсэн) — японский мультипликационный фильм 1969 года, экранизация одноимённой манги Сётаро Исиномори, публиковавшейся с июля по август 1961 года в ежемесячнике «Сёнэн». Один из первых японских мультфильмов, попавших в советский кинопрокат, в советском дубляже назван «Корабль-призрак».
После выхода фильма в СССР появились первые советские поклонники японской анимации. В создании аниме принимали участие Хаяо Миядзаки, а также его супруга Акэми.

## Сюжет
У берегов Японии таинственно гибнут корабли. Выжившие свидетели рассказывают, что перед катастрофой видели Корабль-призрак — старинный обветшалый фрегат, на борту которого был замечен человек в форме капитана с черепом вместо лица…
Однажды 13-летний Хаято Арасияма с родителями и псом Джеком катаются на катере. Отцу Хаято не нравится, что его сын пьёт газированный напиток «Боа-Джюс», который производит гигантский концерн «Куросио», имеющий множество отраслей, хотя сам он работает инженером на одной из верфей, принадлежащей «Куросио». В какой-то момент они замечают, как на прибрежной дороге вылетает в кювет и переворачивается легковая машина; Хаято с отцом спешат к месту аварии, отправив мать в город за помощью. В машине обнаруживаются владелец концерна господин Куросио и его жена. Начинается гроза, отец Хаято предлагает переждать её в заброшенном особняке неподалёку. Там Хаято и госпожа Куросио сталкиваются с тем самым человеком в форме капитана и с черепом вместо лица. Госпожа узнаёт его — это он возник на дороге перед машиной, спровоцировав аварию. Когда все собираются в холле особняка, капитан снова появляется, на этот раз в воздухе за окном. Капитан рассказывает, что является хозяином этого дома; 10 лет назад его вероломно убили (отравили), а его жену и ребёнка заманили на корабль, подожгли его и потопили, выдав всё за несчастный случай. Убийца не понёс наказания, и теперь Корабль-призрак будет топить корабли, пока капитан не отомстит убийце. В этот момент в доме появляется полиция и чиновники во главе с начальником обороны Ханивой, а Капитан-призрак исчезает.
Через несколько дней Токио подвергается нападению гигантского робота-разрушителя Голема, который объявляет себя «посланцем Корабля-призрака». Робот наносит огромные разрушения и сеет смерть, ему не могут нанести ущерба ни танки, ни ракеты, ни обстрелы авиации. Мать Хаято гибнет под обломками их дома, а отец, спасая Хаято от смерти, сам получает смертельное ранение и позже умирает в больнице, но перед смертью признаётся, что Хаято не их сын: 10 лет назад Арасияма нашли его привязанным к доске на берегу моря. При себе у мальчика был только медальон с фотографией родителей и самого Хаято в трёхлетнем возрасте, на которой была подпись «Нашему Хаято 3 года». Погоревав о родителях, Хаято добивается встречи с Куросио и требует возможности участвовать в уничтожении Голема и Корабля-призрака, но глава концерна смеётся над ним. Во время беседы по телевизору показывают репортаж, в котором в воздухе над Токийским заливом Корабль-призрак неожиданно вступает в битву с Големом и топит его. Становится очевидно, что Голем вовсе не посланец Корабля-призрака. Куросио отлучается по делам и, предоставленный сам себе, Хаято случайно обнаруживает в доме секретный проход, через который попадает на подземную базу, где находится множество военной техники и оружия, и с удивлением обнаруживает, что там ремонтируют Голема. Затем он находит зал заседаний, где подслушивает совещание Куросио с членами правления и правительственными чиновниками и убеждается, что концерн «Куросио» сам создал Голема и напустил его на Токио, чтобы получить прибыль от последующих заказов на производство вооружения, восстановление разрушенных зданий и многое другое. Голема за посланца Корабля-призрака выдал сам начальник обороны Ханива, но, поскольку концерн потерпел поражение с ним, командующий стал не нужен, и Куросио казнит его, выбросив в океан. Также Хаято узнаёт из подслушанного, что капитан Корабля-призрака вовсе никакой не призрак, а живой человек, который когда-то был знаком с Куросио (но в итоге стал идти ему наперекор и поэтому Куросио поджёг его корабль), и что Куросио не является главным в концерне — выше него стоит их некий покровитель, которого они называют Боа (напиток «Боа-Джюс», назойливо рекламируемый повсюду, принадлежит ему, принося немалый доход).
Хаято бежит в полицию, пытается рассказывать об увиденном на улице, но ему никто не верит и все подвергают насмешкам. В его присутствии у полицейских заходит разговор о том, что в последнее время было много случаев таинственного исчезновения людей, от которых оставалась только одна одежда. Позже на улице Хаято видит, как человек, отпивший «Боа-Джюса», падает, корчась в судорогах, а затем его тело растворяется. Люди Куросио, обнаружив Хаято, силой отвозят его на телестудию. Оказывается, на Куросио произвело впечатление желание Хаято отомстить за смерть родителей, и он решил порекламировать себя за счёт мальчика, предоставив ему возможность выступить перед зрительской аудиторией. Хаято разоблачает Куросио перед всей зрительской аудиторией, попутно упомянув про Боа. Трансляция его выступления прервана рекламой «Боа-Джюса», а самого Хаято силой выводят из студии, но тут на Токио начинается масштабное нападение выходящих из моря гигантских роботов, имеющих вид крабов и многоножек. Один из крабов сообщает, что они — посланцы Боа, который в ярости от того, что Куросио, выпустив Голема, не сумел уничтожить Корабль-призрак, а теперь ещё и допустил утечку информации о Боа, в связи с чем существование Куросио стало бессмысленным. Сказав это, краб опрыскивает его кислотой, и Куросио растворяется. Хаято и Джек оказываются загнаны одним из крабов на крышу небоскрёба и в конечном итоге падают оттуда, но попадают в энергетический луч, исходящий от парящего в воздухе Корабля-призрака; тот втягивает их на борт, где Хаято предстаёт перед капитаном.
Капитан раскрывает ему, что все потопленные им суда принадлежали концерну «Куросио» и перевозили оружие из Японии в другие страны, а сам Куросио — лишь одна из пешек в чужой игре: людьми, выдающими себя за благодетелей, подобным Куросио, руководит некий монстр Боа, который хочет подчинить себе весь мир. Сам Боа находится на подводной базе и, предположительно, он был создан людьми. Капитан демонстрирует, что на самом деле он человек: ему удалось выжить 10 лет назад, просто маску он в своё время надел, чтобы скрыть ожоги на лице, а потом привык к ней. Затем он показывает Хаято внутреннее устройство корабля, который оказывается новейшим чудом техники: он имеет ядерный реактор, антигравитационный двигатель, а также ракетное вооружение, лазерную и электромагнитную пушки. Внешний вид обветшалого и потерпевшего крушение фрегата служит маскировкой. Когда капитан показывает Хаято штурманскую рубку, у мальчика внезапно начинается приступ отравления «Боа-Джюсом». Хотя судовой врач успевает ввести ему противоядие, Хаято, упав на приборную панель в момент приступа, случайно отключает установку поглощения радарных волн, из-за чего вскоре на корабль нападают летательные аппараты Боа, вооружённые лазерными пушками, и обстреливают его. Корабль падает в море и уходит на дно; герметизация не нарушена, но антигравитационный двигатель и ракетная установка выведены из строя.
Когда Хаято приходит в себя, выясняется, что на борту в живых осталось всего четверо: сам Хаято, капитан, судовой врач и один из членов экипажа — ровесница Хаято, Рурико. Капитан немного травмирован и недееспособен. Здесь Хаято впервые видит его без маски и, взглянув на фото, про которое недавно ему рассказывал умирающий Арасияма, с удивлением узнаёт в нём своего родного отца. Капитан, очнувшись и взглянув на фото, тоже признаёт Хаято, поведав, что сам он едва успел спасти мальчика, а мать, к сожалению, погибла. Рурико говорит Хаято, что умеет управлять кораблём, и предлагает ему самим напасть на базу Боа: поскольку ракетная установка не работает, корабль должен протаранить крепость, тогда взорвётся его ядерный реактор, а вместе с ним и крепость с Боа. Хаято не очень одобряет такой план, потому что, основываясь на деяниях Куросио, считает, что Боа является порождением человеческой алчности, и даже если его уничтожить, то люди, подобные Куросио, создадут другого Боа. Но затем он видит туфельку приёмной матери, которую носит в своей сумке Джек, и принимает предложение Рурико. Параллельно показывается, как по улицам Токио, заполненного роботами, разъезжает пустой танк, потому что весь экипаж внутри него растворился от «Боа-Джюса».
По пути к крепости Боа судно получает урон от подводных мин, гигантского робота-осьминога и внешней обороны самой базы Боа. Перед последним обстрелом Хаято и Рурико запускают корабль на «полный вперёд», под обстрелом подводной артиллерии он начинает тонуть, но всё же заплывает внутрь оборонительного периметра, готовясь войти внутрь базы через главный шлюз, который вот-вот закроется. В самый последний момент в рубку приходит капитан вместе с судовым врачом и отдаёт Хаято последнюю на корабле-призраке команду: немедленно катапультировать штурманскую рубку, что тот и делает. Корабль же опускается внутрь базы и взрывается там, в этот же момент роботы-крабы на улицах города отключаются и падают со зданий. На краткий миг из базы вылезает сам Боа (некое моллюскообразное существо гигантских размеров), который затем скрывается в её недрах, его дальнейшая судьба остаётся неизвестной.
Капитан возвращается в свой покинутый дом. Хаято и Рурико отправляются плавать по Токийскому заливу на парусной яхте. Джек роняет сумку в воду, и её перегрызает акула. Расстроенный пёс смотрит, что растерял всё её содержимое, но дети обещают купить ему не только новую сумку, но и новый ошейник.

## Персонажи
Хаято (яп. 嵐山隼人 Арасияма Хаято) — главный персонаж, мальчик, потерявший семью из-за, как он полагает, атаки корабля-призрака. Сэйю: Масако Нодзава.
Капитан-призрак (яп. ゆうれい船長 ю:рэй-сэнтё:) — главный персонаж, капитан Корабля-призрака. Выдаёт себя за призрака, но тем не менее и он, и его корабль вполне материальны. Настоящий отец Хаято. Сэйю: Горо Ная.
Арасияма (яп. 嵐山) — супружеская пара, приёмные родители Хаято. Отчим (сэйю: Акира Нагоя) — инженер на верфи. После нападения Голема оба погибли.
Куросио (яп. 黒潮) — супружеская пара. Господин Куросио (сэйю: Акио Танака) является главой компании «Куросио» и скрытым пособником Боа, выдающим себя за благодетеля. Фамилия с японского переводится как «Тёмное (чёрное) течение». Упоминается, что у пары умер сын, ровесник Хаято. Сэйю жены: Кёко Сатоми.
Ханива (яп. 埴輪) — начальник обороны в концерне «Куросио», подчинённый главы концерна. После провала с Големом был казнён господином Куросио. Сэйю: Косэй Томита.
Ито, Като, Сато — другие участники заседания концерна.
Рурико (яп. ルリ子) — девочка-сирота на корабле-призраке, подруга Хаято. Именно она предложила ему напасть на крепость Боа, что и было сделано. Сэйю: Юкико Окада.
Судовой врач — медицинский сотрудник на корабле-призраке. Вколол Хаято противоядие, чтобы избавить его от последствий злоупотреблений «Боа-Джюсом».

## Создатели
- Авторы сценария: Хироси Икэда, Масаки Цудзи
- Режиссёр-постановщик: Хироси Икэда
- Режиссёр-мультипликатор: Ёити Котабэ
- Художники-постановщики: Рэйко Окуяма, Тадао Кикути
- Художники: Хаяо Миядзаки, Исаму Цутида
- Мультипликаторы: Нобору Сего, Таканобу Усуда, Такао Куросава, Коити Цунода
- Оператор: Юкио Катаяма
- Композитор: Такао Онодзаки
- Продюсер: Хироси Окава